# 哈丰阿 (滕续文)

哈丰阿

哈丰阿（1908年3月6日－1970年11月29日），汉名滕续文，出生于哲里木盟科尔沁左翼中旗（今内蒙古自治区通辽市科左中旗）腰力毛都苏木。国共内战后期（1945-1947年）的内蒙古东部地区民族自治运动的领袖人物；文革前任内蒙古自治区人民政府副主席，後因“内人党事件”被迫害至死。

## 童年和学生时代
哈丰阿出生在内蒙古哲里木盟科尔沁左翼中旗腰力毛都。据哈丰阿本人的回忆，他在家境是一个拥有200多头牛、羊、马的中等富裕牧民家庭，父亲是仁钦宁布（汉名：滕海山）。在哈丰阿八岁那年，因当时的东北军阀张作霖开垦牧场，盗匪蜂起并与军阀沆瀣一气四处劫掠蒙古人的牲畜，家中的牲畜大部分被盗，后又遭到当时县政府的敲诈，家畜所剩无几。不得已移居他乡改为经营农业。后来在满洲国期间，仁钦宁布曾担任当地警务署长。
哈丰阿八岁时候，被父亲送到当地的一家蒙文私塾念蒙文，十岁以后又在汉文私塾念汉文。八年私塾所学的经书以及父母对藏传佛教的信仰等影响，哈丰阿幼小时萌发了第一想做好人、第二想当好官的志向。1929年就读于沈阳东北蒙旗师范学校，该学校是内蒙古人民革命党人的达斡尔人郭道甫以“欲以造就为蒙古民族奋斗之人才”为宗旨而创办的。在校就读期间，哈丰阿深受其影响，曾赋诗：“瀚海何浩大，横分内外蒙。思挥五丁斧，开凿使之通。”

## 满洲国时期
1931年“九一八事件”爆发。在东北呈现动乱之时，哈丰阿、阿思根、吉尔嘎朗等东蒙地区的青年活跃分子，组织自己的军队，试图在自己家乡展开民族自治活动。但日本关东军将东蒙地区划入满洲国的一部分后，马上就开始压制东蒙地区的民族自治活动，而东蒙民族自治活动的活动组织也在关东军的威胁下被迫解散。那些不愿受日本人统治的蒙古青年离开了东蒙地区，或去投奔在德王主导下开展民族自治运动的内蒙古西部地区，或去了外蒙古。在日本统治满洲期间，东蒙古民族自治运动不得不转入地下。1932年在从莫斯科东方大学回来的朋斯克、特木尔巴根等人的影响下，哈丰阿秘密加入内蒙古人民革命党。
为了更有效地管控东蒙地区和安抚那些留下来的蒙古青年活跃分子，日本将哈丰阿这些青年活动家们安排在满洲国的军政部门工作。1933年哈丰阿先后入兴安西省、兴安局、满洲国国务院总务厅、兴安总省公署任秘书、参事官；1941年初直至1943年夏，作为外交官被派往满洲国驻日大使馆，任学务理事官，负责管理留学生工作。据哈丰阿回忆說，当时留日的满洲国学生有一千多人，其中内蒙古留学生有一百多人。哈丰阿被推选为“蒙古留日学生同乡会”会长，针对当时绝大部分留学生反感日本分制蒙古的情况，在东京期间哈丰阿通过同乡会的聚会、联欢等活动，号召蒙古学生团结起来，学好本领，为建设蒙古而奋斗。并明确强调：“国家虽然是两个，民族永远是一个。”以激发蒙古留学生们的蒙古民族统一感情。

## 第二次国共内战时期

### 内外蒙古统一梦想破灭
1945年8月18日，日本投降后，哈丰阿等人在王爷庙（今乌兰浩特）发表了《内蒙古人民解放宣言》，组织“内蒙古人民解放委员会”，恢复组建了内蒙古人民革命党东蒙党部，提出实行民族平等、联合中国革命力量，争取民族解放以及内外蒙合并等项政治主张。之后派出大批青年分赴各盟旗，发展内蒙古人民革命党各级组织，同时进行“内外蒙合并”签名活动。与此同时为了建立民族武装，与阿思根一道，经过与苏联军队的协商，释放了被俘的兴安军中的蒙古士兵，组建了民警队和警备队以维持当地的治安，后来，以这支武装为基础成立了东蒙古人民自治军骑兵第一师。
1945年10月哈丰阿、特木尔巴根、博彦满都等内蒙古民族自治运动领袖们拿着10万人的签名前往乌兰巴托，面见外蒙古领袖乔巴山，提出了内外蒙古合并结成一个独立国家的诉求。从蒙古人的角度来讲，外蒙古虽然也有与内蒙古统一合并成一个国家的民族愿望，但是受到外部大环境的制约，却不得不将内外蒙古统一合并的要求拒之门外。这是因为二战结束前夕的1945年2月苏美英三方达成的雅尔塔协定中，将蒙古人民共和国领土范围维持现状不变作为会谈内容之一确认下来；在1945年6月至8月之间，斯大林与当时的中华民国外交部长宋子文和蒋经国举行了多次谈判。在外蒙古独立问题上，中华民国最初希望苏联撤销对外蒙古独立的支持，而斯大林不但拒绝了中华民国的要求，反而打出内外蒙古合并统一运动这张牌，迫使中华民国是承认外蒙古独立现状还是承认内外蒙古合并成立统一蒙古国之间做出选择。谈判的结果，中华民国政府最终向苏联做出了让步，同意在外蒙古独立问题上，经外蒙古全民公投后，承认其表决的结果；另外，苏联政府虽然支持外蒙古独立，但是也担心内外蒙古的统一引发“泛蒙古主义”影响到苏联境内的蒙古人居住的布里亚特地区，同时又顾忌到来自美国方面的牵制，因而也并不愿意看到内外蒙古的合并统一。为此，对怀着与外蒙古统一希望的哈丰阿一行代表团，外蒙古领导人只好给他们泼了冷水，而且劝说：“由于雅尔塔协定，我们刚刚在以现有的疆域为边界的条件下得到了承认，怎么再能越境来干涉邻国的问题呢？……不过我们还可以通过党与党之间的关系，告诉中国共产党注意到内蒙古的问题，你们为了今后也应多与中国共产党联系。”

### 成立东蒙古人民自治政府
与外蒙古统一无望，回到王爷庙的哈丰阿和其他的东蒙民族运动的领导人一道，在内蒙古东部地区开展了自治运动。1946年1月东蒙民族自治运动在王爷庙成立了东蒙古人民自治政府，哈丰阿任秘书长。在东蒙人民自治政府施政纲领中明确提出：“联合支持各少数民族自治、自决以及东蒙人民自治政府的政党，建设自由、民主、和平的新东蒙人民自治政府，为宗主国的繁荣、发展而奋斗；成立东蒙独立银行，发行独立货币；成立组建为保卫东蒙人民的自治权和东蒙人民自治政府的军队”等一系列方针。
东蒙人民自治政府的成立，对刚刚承认外蒙古独立的中华民国政府冲击很大，国民党政府认为这是苏联和外蒙古试图分裂中国的阴谋，因而拒绝承认东蒙自治政府。另外一方面，国共两党都在为即将到来的国共内战而做准备，东北地区是国共两军势在必夺的战略要地，共产党在还没有把握胜局的情况下，为了结成“统一战线”对付国民党政府，将内蒙古民族运动力量争取的自己阵营当中，当时的中共东北局、西满分局向东蒙人民自治政府发出了贺电，并对内蒙古民族自治运动展示了“尊重民族自治”和“反对国民党政府的大汉族主义”这一未来的政策方针。同时，苏联外贝加尔方面军总司令罗季翁·雅科夫列维奇·马利诺夫斯基元帅也向中共发出指示，要中共大力支持东蒙自治政府。
另一方面成立后不久的自治政府也没有放弃与国民党政府的沟通管道。1946年2月中旬，东蒙古人民自治政府派玛尼巴达拉为首、桑杰扎布为秘书的一个代表团，经北平试图去重庆晋见国民党主席蒋介石，阐述内蒙古民族所希望的自治诉求。但是由于其他原因，代表团的重庆之行未能实现而滞留在北平。1946年3月17日在重庆召开的中国国民党第六届中央委员会第二次全体会议上，通过了《边疆问题决议案》。对这项决议案尽管内蒙古人看法不一，但是都认为这项决议案比中日战争之前的国民政府对内蒙古问题的解决要开明了许多。但是对这个决议案傅作义、熊式辉等这些与内蒙古相关紧密的边疆大吏表示这是党的文件不是政府的法令，对他们没有约束力，他们没有遵从的义务。东蒙自治政府的代表团空手而归，使得东蒙自治政府对国民政府彻底失望，国民党政府在对待内蒙古民族自治所做出的表现将东蒙自治运动完全地推到了中共阵营方面。

### 四三会议
虽然中国共产党对东蒙民族自治运动的态度与国民党不同，但对东蒙民族自治运动所表现出来的民族主义倾向以及哈丰阿的活动却一直予以关注。不过因面临与国民党即将展开的内战，中共对东蒙的民族自治运动的态度非常谨慎，其目的在于避免将该自治运动力量推向敌对阵营，与此同时又将乌兰夫为代表的“中共延安派”的势力伸展到内蒙古东部地区，通过乌兰夫来掌控内蒙古的民族自治运动。1946年的3月30日至4月2日在承德召开的内蒙古自治运动联合会会议上，以博彦满都、哈丰阿为代表的东蒙自治政府与乌兰夫、刘春为代表的“中共延安派”就东西内蒙古自治运动的整合、如何实现自治、内蒙古人民革命党的未来等一些列问题，经过激烈的争论之后于4月3日确定了东西内蒙古自治运动的合并、解散东蒙自治政府、停止内蒙古人民革命党的活动等一些列决议。“四三会议”意味着中共开始掌控了内蒙古民族自治运动。“四三会议”后，哈丰阿也于当年加入了中国共产党。但是在中共的看来，东蒙政府内部弥漫着不满中共的情绪，对外宣传自治，内部却依旧抱有主张接近独立的高度自治的想法。中共因而担心东蒙地区的领导人不能履行其会议宗旨，当时的西满分局书记兼西满军区政委李富春特意将西满军区政治部主任张平化派遣到王爷庙以进行监控。

### 内蒙古自治政府的成立
1947年4月底，在王爷庙召开了内蒙古人民代表大会和成立内蒙古自治政府的有关事宜。会后第3天，就地召开了内蒙古人民代表大会。会议通过了乌兰夫的政治报告和内蒙古自治政府自治宣言、施政纲领、组织大纲等文件，选举产生内蒙古自治政府临时参议会及组成人员，乌兰夫等121人当选为参议员，其中蒙古族、达斡尔族96 人，汉族24人，回族1人，妇女5人。代表大会选举政府委员21人，成员中有3名汉族委员。乌兰夫当选为内蒙古自治政府主席，哈丰阿当选为副主席。博彦满都为议长，吉雅泰为副议长，内蒙古自治政府宣告成立。哈丰阿还任内蒙古共产党工作委员会委员、东北行政委员会委员及民族事务委员会主任等职

### 联邦制的构想
无论是1945年成立的东蒙自治政府还是1947年成立的内蒙古自治政府，其施政纲领都体现了在联邦国家的框架下实现高度自治的构想。1947年10月在《内蒙古自治报》上连续刊登的专题文章阐述了这种理念。施政纲领中规定：内蒙古的蒙古民族各阶层联合内蒙古境内的各个民族，实施高度自治的民主政府；内蒙古自治政府是内蒙古各盟、旗的自治区域，是中国民国的组成部分；内蒙古自治政府充分保障蒙古民族的土地所有权、保护牧地……合理解决蒙汉之间的土地所有权，实行减租增资和互助活动，改善人民的经济生活；拥有独自的土地政策和独自发行货币的权利等。在内蒙古自治政府成立前夕，乌兰夫在向中共中央的提案中，提出建立少数民族的地方宪法、保留武装、拥有国家正规军中组织由少数民族单独构成的军团等建议。

## 中华人民共和国成立后
1949年10月以后随着内战的胜利和政权的巩固，对中共政府来说，内蒙古民族自治运动已不再具有内战时期的“统战价值”。在内蒙古自治区实行高度的民族自治政策就被中国政府束之高阁。随着以后中共的历次政治运动的冲击和愈来愈严的控制以及大量内地汉族人移民内蒙古地区，民族自治现状已经离当初的设想愈来愈远，自治区已经变得有名无实。
中华人民共和国建国后，哈丰阿虽然还担任内蒙古自治区政府副主席以及兼教育厅厅长，中共内蒙古自治区委员会委员，自治区科学工作委员会主任委员等职，但是实际权利完全由自治区主席兼党委第一书记乌兰夫掌握。这种状况一直持续到文化大革命。

## 文革迫害
1966年文革爆发后，乌兰夫等共产党正统派被收押，被扣上的一条罪名就是“长期以来包庇民族分裂主义分子哈丰阿”。1967年5月滕海清接替乌兰夫成为内蒙古自治区的新任领导人，他上任后不久，就在内蒙古开展了以“挖肃内人党”为名义的大规模迫害活动。对这场大规模迫害，后来的官方统计是死于这场迫害达16,222人、受伤致残达87,188人、受牵连人数达346,220人。内人党事件是蒙古民族历史上所遭受的前所未有的大劫难。曾经作为内蒙古人民革命党领袖人物的哈丰阿自然被卷入到了这场大劫难，当年内人党运动这段历史成了他的主要罪状而被关押和整肃，在关押期间遭到百般虐待。1970年11月29日哈丰阿在呼和浩特的关押看守所去世，终年62岁。文革结束后，虽然中国政府于1979年4月17日为他举办了追悼大会以示平反昭雪，但是由于他所领导的内蒙古民族自治运动，並曾經主張内外蒙古合并統一的这段经历，使得哈丰阿成为一个被中国当局所忌讳的历史人物。对他领导东蒙自治运动的这段史实，中国官方所公开的史料也讳莫如深。